# 수산화 리튬
수산화리튬(lithium hydroxide)은 화학식이 LiOH인 리튬의 수산화물이다. 흰색 고체이다. 물에 녹는다.

## 용도와 제조법
수산화리튬은 탄산리튬과 함께 리튬이차전지의 필수 소재이다. 탄산리튬이 노트북과 휴대폰용 배터리에 자주 사용되는 반면, 수산화리튬은 고성능 전기차 배터리에 사용된다. 고용량 전기차 배터리용으로 주로 사용되는 이유는 배터리 용량을 키우는 니켈과 합성하기 쉽기 때문이다. 리튬광석에서 추출하거나 폐 이차전지에서 수거한 인산리튬을 전환농축해서 만든다.